# فرنسيس جيرو
فرنسيس جيرو (بالفرنسية: Francis Giraud)‏ هو سياسي فرنسي، ولد في 4 يوليو 1932 في فرنسا، وتوفي في 23 أكتوبر 2010. حزبياً، نشط في الاتحاد من أجل حركة شعبية والتجمع من أجل الجمهورية. وقد انتخب عضو مجلس الشيوخ الفرنسي وانتخب رئيس بلدية ‏.